# Johann-Albrecht von Blücher
Johann-Albrecht von Blücher (* 11. November 1892 in Potsdam; † 14. Mai 1972 in Bonn) war ein deutscher Generalmajor der Wehrmacht im Zweiten Weltkrieg.

## Leben
Blücher entstammte der mecklenburgischen Adelsfamilie Blücher. Er trat am 4. März 1912 als Fahnenjunker in das 1. Großherzoglich Mecklenburgische Dragoner-Regiment Nr. 17 der Preußischen Armee ein. Nach dem Besuch der Kriegsschule Engers wurde er am 18. August 1913 mit Patent vom 19. August 1911 zum Leutnant befördert. Mit seinem Regiment rückte Blücher im Verbund mit der 17. Kavallerie-Brigade (Großherzoglich Mecklenburgische) ins Feld und wurde während der Kämpfe an der Westfront am 16. August 1914 verwundet. Nach einem Lazarettaufenthalt kehrte er zwei Monate später zunächst in den Westen zurück, um im November 1914 in den Osten verlegt zu werden. Hier nahm Blücher an den Kämpfen um Warschau und Kowno teil. Anfang Juni 1915 wurde er zum Führer des MG-Zuges ernannt. Nach einer am 25. September 1915 erlittenen Verwundung war Blücher mehrere Monate dienstunfähig. Erst am 10. April 1916 kehrte er zu seinem Regiment zurück, das nunmehr in Livland und Estland kämpfte. Zum 1. August 1916 wurde er zur Nachrichtenabteilung der 4. Kavallerie-Division kommandiert und hier am 5. Oktober 1916 zum Oberleutnant befördert. Vom 11. Dezember 1916 bis zum 9. Mai 1917 war Blücher dann als Ordonnanzoffizier beim Stab der Armeeabteilung „Scholtz“, kehrte dann zu seinem Regiment zurück und wurde hier bis Kriegsende als Eskadronführer verwendet. Für seine Leistungen hatte man ihm beide Klassen des Eisernen Kreuzes, das Verwundetenabzeichen in Schwarz, das Hamburger Hanseatenkreuz sowie das Mecklenburgische Militärverdienstkreuz II. Klasse verliehen.
Nach Kriegsende kehrte Blücher mit seinem Regiment aus dem Baltikum in die Garnison nach Ludwigslust zurück. Aus demobilisierten Teilen bildete sich eine Freiwilligen-Eskadron, als deren Führer Blücher ab 1. Februar 1919 fungierte. Mit der Bildung der Vorläufigen Reichswehr kam er am 1. Mai 1919 in das Reichswehr-Kavallerie-Regiment 9. Daran schlossen sich weitere Verwendungen an, bis Blücher schließlich am 1. Oktober 1920 in das Reiter-Regiment 3 versetzt wurde. In den folgenden Jahren hatte er hier Verwendungen als Ordonnanz- und Gerichtsoffizier beim Regimentsstab, diente als Regimentsadjutant und wurde nach seiner Beförderung zum Rittmeister am 1. Oktober 1924 schließlich Eskadronchef.
Seit 1. August 1942 war Blücher Generalmajor und vom 1. August 1944 bis zum 8. Mai 1945 Inspekteur der Nebeltruppen und für Gasabwehr im OKH. Anschließend befand er sich bis März 1948 in alliierter Kriegsgefangenschaft.